# 1. československá fotbalová liga 1971/1972
1. československou ligu v sezóně 1971 – 1972 vyhrál FC Spartak Trnava.

## Tabulka ligy
| Poř. | Tým                        | Z  | V  | R  | P  | VG | OG | B  |
| ---- | -------------------------- | -- | -- | -- | -- | -- | -- | -- |
| 1.   | TJ Spartak TAZ Trnava      | 30 | 17 | 10 | 3  | 60 | 25 | 44 |
| 2.   | TJ Slovan CHZJD Bratislava | 30 | 18 | 6  | 6  | 68 | 37 | 42 |
| 3.   | ASVS Dukla Praha           | 30 | 14 | 7  | 9  | 56 | 40 | 35 |
| 4.   | TJ VSS Košice              | 30 | 12 | 11 | 7  | 38 | 28 | 35 |
| 5.   | TJ ZVL Žilina              | 30 | 12 | 7  | 11 | 39 | 35 | 31 |
| 6.   | TJ Sparta ČKD Praha        | 30 | 13 | 5  | 12 | 50 | 52 | 31 |
| 7.   | TJ Slavia Praha IPS        | 30 | 13 | 2  | 15 | 30 | 37 | 28 |
| 8.   | TJ Lokomotíva Košice       | 30 | 11 | 6  | 13 | 33 | 44 | 28 |
| 9.   | TJ Sklo Union Teplice      | 30 | 9  | 9  | 12 | 36 | 37 | 27 |
| 10.  | TJ AC Nitra                | 30 | 10 | 7  | 13 | 31 | 41 | 27 |
| 11.  | TJ Tatran Prešov           | 30 | 10 | 7  | 13 | 31 | 42 | 27 |
| 12.  | TJ Baník Ostrava OKD       | 30 | 10 | 6  | 14 | 39 | 41 | 26 |
| 13.  | TJ TŽ Třinec               | 30 | 9  | 8  | 13 | 41 | 46 | 26 |
| 14.  | TJ Zbrojovka Brno          | 30 | 8  | 9  | 13 | 42 | 61 | 25 |
| 15.  | TJ Inter Bratislava        | 30 | 8  | 8  | 14 | 35 | 42 | 24 |
| 16.  | TJ Jednota Trenčín         | 30 | 9  | 6  | 15 | 31 | 52 | 24 |

Užité zkratky: AC - Atlétikai Club, AS - Armádní středisko, ČKD - Česko-Moravská Kolben Daněk, CHZJD - Chemické závody Jiřího Dimitrova (Chemické závody Juraja Dimitrova), OKD - Ostravsko-karvinské doly, SK - Sportovní klub, TAZ - Trnavské automobilové závody, TJ - Tělovýchovná jednota, TŽ - Třinecké železárny, VSS - Východoslovenské strojírny (Východoslovenské strojárne), ZVL - Závody valivých ložisek (Závody valivých ložísk)

## Soupisky mužstev

### TJ Spartak TAZ Trnava
Josef Geryk (7/0/0),
Dušan Keketi (21/0/13),
Jozef Púchly (2/0/1) –
Jozef Adamec (30/14),
Vlastimil Bôžik (2/0),
Karol Dobiaš (28/1),
Alojz Fandel (29/4),
Vladimír Hagara (30/2),
Anton Hrušecký (30/1),
Dušan Kabát (30/9),
Ladislav Kuna (28/12),
Kamil Majerník (30/0),
Stanislav Martinkovič (22/2),
Jaroslav Masrna (27/13),
Peter Valentovič (12/2),
Vojtech Varadin (27/0) –
trenér Anton Malatinský

### TJ Slovan CHZJD Bratislava
Marián Sedílek (6/0/1),
Alexander Vencel (26/0/6) –
Ján Čapkovič (30/19),
Jozef Čapkovič (29/6),
Jozef Fillo (1/0),
Koloman Gögh (9/0),
Ivan Hrdlička (11/0),
Vladimír Hrivnák (27/0),
Karol Jokl (22/9),
Marián Masný (29/7),
Ján Medviď (24/2),
Ladislav Móder (23/2),
Peter Mutkovič (27/0),
Anton Ondruš (2/0),
Ivan Pekárik (25/6),
Ján Švehlík (27/13),
Ján Zlocha (30/2),
Ľudovít Zlocha (27/1),
Jozef Žitník (1/0) –
trenér Ján Hucko

### ASVS Dukla Praha
Ivo Viktor (30/0/8) –
Jaroslav Bendl (29/2),
Přemysl Bičovský (30/10),
Karel Dvořák (30/0),
Pavel Dyba (25/1),
Miroslav Gajdůšek (28/8),
Ján Geleta (15/0),
Dušan Herda (16/2),
Ivan Hrdlička (10/2),
Milan Hudec (1/0),
Tibor Chobot (1/0),
Ján Ilavský (8/1),
Ladislav Kurucz (5/1),
Jozef Móder (28/9),
Zdeněk Nehoda (25/10),
Ivan Novák (9/1),
Václav Samek (30/2),
Stanislav Štrunc (27/6),
Miroslav Vojkůvka (4/0) –
trenér Jaroslav Vejvoda

### TJ VSS Košice
Anton Švajlen (30/0/16) –
Imrich Angyal (29/2),
Peter Benedik (6/0),
Jozef Bomba (12/0),
Jaroslav Boroš (29/6),
Andrej Daňko (27/5),
Jozef Desiatnik (27/0),
Jaroslav Dojčák (2/0),
Ondrej Halász (14/0),
Štefan Jutka (30/2),
Juraj Kiš (26/3),
František Králka (23/0),
František Lechman (2/0),
Jozef Oboril (3/0),
Ján Pivarník (16/3),
Jaroslav Pollák (29/1),
Ján Strausz (29/14),
Jozef Štafura (14/1),
Ladislav Štovčík (19/0) –
trenér Jozef Vengloš, asistent Ján Hunčár

### TJ ZVL Žilina
František Plach (30/0/10),
František Smak (2/0/0) –
Miroslav Gacík (1/0),
Jozef Gargulák (6/0),
Miroslav Gerhát (20/3),
Ernest Goljan (15/0),
Ján Gomola (14/3),
Ján Kirth (14/0),
Miroslav Kráľ (24/3),
Zdeno Kúdelka (10/0),
Štefan Pažický (5/0),
Rudolf Podolák (23/0),
Albert Rusnák (28/1),
Vladimír Rusnák (18/3),
Štefan Slezák (29/12),
Milan Staškovan (30/0),
Miroslav Šoška (2/0),
Jozef Tománek (29/6),
Štefan Tománek (30/5),
Jozef Zigo (29/1) –
trenér Theodor Reimann

### TJ Sparta ČKD Praha
Vladimír Brabec (18/0/2),
Antonín Kramerius (11/0/2),
Jan Pavlíček (3/0/0) –
Jaroslav Bartoň (22/10),
Svatopluk Bouška (1/0),
František Gögh (3/0),
František Chovanec (28/2),
Josef Jurkanin (26/5),
Vladimír Kára (24/8),
Eduard Kessel (6/0),
Milan Kollár (12/0),
Václav Mašek (26/7),
Pavel Melichar (9/0),
Václav Migas (15/0),
Ivan Mráz (10/1),
Josef Pešice (26/3),
Josef Peták (9/1),
Karel Pěnek (1/0),
Tibor Semenďák (17/0),
Vladimír Táborský (26/0),
Jan Tenner (1/0),
Petr Uličný (13/0),
Oldřich Urban (25/2),
Bohumil Veselý (30/9),
Josef Veselý (1/0) –
trenéři Karel Kolský (1.–7. kolo) a Tadeáš Kraus (8.–30. kolo)

### TJ Slavia Praha IPS
Miroslav Stárek (26/0/9),
František Zlámal (5/0/1) –
František Cipro (30/7),
Václav Čičatka (10/0),
Eduard Gáborík (25/4),
Jiří Grospič (17/0),
Jiří Gruzovský (9/1),
Zdeněk Jurkanin (27/3),
Zdeněk Klimeš (30/6),
Ivan Kopecký (23/0),
Ján Luža (30/1),
František Machurka (14/1),
Jan Mareš (29/0),
Josef Nedorost (7/0),
Václav Novák (14/1),
Bohumil Smolík (24/0),
Bedřich Tesař (12/1),
František Veselý (30/5) –
trenér Antonín Rýgr

### TJ Lokomotíva Košice
Anton Flešár (30/0/11),
Stanislav Seman (1/0/0) –
Marián Bednárik (9/0),
Pavol Bidulský (8/0),
Gejza Farkaš (30/7),
Peter Fecko (18/3),
... Gereš (1/0),
Vladimír Hric (29/4),
Ondrej Ištók (3/0),
Peter Jacko (10/0),
Ladislav Józsa (13/3),
Ondrej Knap (30/0),
Ondrej Mantič (23/0),
Pavol Ondo (28/8),
Ján Ondrášek (25/2),
Rudolf Pšurný (30/1),
Jozef Suchánek (26/2),
Ján Šlosiarik (25/3),
Dušan Ujhely (2/0),
Milan Urban (29/0) –
trenéři Milan Moravec (1.–15. kolo) a Michal Baránek (16.–30. kolo)

### TJ Sklo Union Teplice
Jiří Sedláček (21/0/8),
Karel Studený (10/0/4) –
Jaroslav Findejs (29/5),
František Knebort (22/3),
Zdeněk Koubek (30/1),
Zdeněk Kovář (12/0),
Josef Mach (6/0),
Jaroslav Melichar (28/6),
Jaromír Mixa (29/0),
Jiří Novák (29/0),
Václav Senický (10/0),
Jiří Setínský (8/0),
Rudolf Smetana (15/0),
Pavel Stratil (28/11),
František Vítů (16/0),
Ivan Voborník (29/5),
Jaroslav Vojta (21/2),
Vladimír Žalud (18/1) –
trenér Josef Forejt

### TJ AC Nitra
Miroslav Medveď (7/0/3),
Vladimír Szabó (23/0/7) –
Ján Balogh (1/0),
Stanislav Dominka (19/0),
Dušan Gábriš (2/0),
František Halás (14/2),
Miroslav Herda (2/0),
Ivan Horn (21/3),
Štefan Ivančík (24/2),
Daniel Ižold (29/2),
Alexander Klec (13/0),
Bohumil Kučerka (2/0),
Ladislav Michálek (24/4),
Ján Mikulášik (1/0),
Július Porubský (29/1),
Ivan Pozdech (29/2),
Anton Rajec (1/0),
František Rapan (28/0),
Ján Rosinský (4/0),
Fedor Štarke (25/2),
František Švec (26/3),
Ondrej Takács (14/1),
Vladimír Ternény (30/8) –
trenér Michal Pucher

### TJ Tatran Prešov
Jaroslav Červeňan (28/0/8),
Jozef Kontír (3/0/0) –
Jozef Bubenko (30/5),
Eduard Čabala (29/1),
Juraj Husár (6/0),
Emil Chlapeček (11/1),
Ján Klimovič (2/0),
Mikuláš Komanický (15/1),
Jozef Mačupa (21/0),
Ladislav Mačupa (2/0),
Štefan Meľuch (2/0),
Peter Molnár (26/0),
Igor Novák (29/3),
Milan Pasierb (8/3),
Marián Semančík (17/0),
Miroslav Sopko (18/0),
Anton Škorupa (27/3),
Ľudovít Štefan (24/0),
Jozef Štepánek (20/3),
Tibor Takács (16/5),
Ján Turčányi (30/6) –
trenér Jozef Karel, asistenti Milan Moravec a Gejza Sabanoš

### TJ Baník Ostrava OKD
Zdeněk Mandík (12/0/4),
František Schmucker (19/0/5) –
Alfréd Barsch (18/0),
Valerián Bartalský (4/0),
Zdeněk Bialek (12/1),
Pavel Brückner (4/0),
Ladislav Hahn (1/0),
Jozef Határ (25/2),
Karel Herot (17/1),
František Huml (29/0),
Miroslav Jirousek (23/2),
Jiří Klement (29/13),
Miroslav Mička (11/0),
Ladislav Michalík (27/5),
Lumír Mochel (25/1),
Anton Ondák (1/0),
Rostislav Sionko (3/0),
Petr Slaný (30/4),
Miloš Stloukal (20/4),
Václav Štverka (1/0),
Josef Tondra (26/4),
Jiří Večerek (15/1),
Rostislav Vojáček (25/1) –
trenéři František Ipser (1.–2. kolo), Zdeněk Stanczo (3.–15. kolo) a Karol Bučko (16.–30. kolo)

### TJ TŽ Třinec
Václav Blín (24/0/6),
Kazimír Mrozek (9/0/1),
Arnošt Samek (1/0/0) –
Marián Huťka (27/0),
Jiří Jiskra (22/1),
František Karkó (20/5),
Štefan Kuchár (28/7),
Jiří Laciga (21/0),
Jiří Nevrlý (17/2),
Milan Pitel (9/0),
Jan Pospíšil (1/0),
Jaroslav Poštulka (26/1),
Imrich Solčán (29/8),
Petr Svoboda (29/6),
Pavel Sykyta (24/0),
Bohuslav Škereň (29/6),
Josef Vápeník (9/0),
Lubomír Vašek (28/0),
Dušan Zbončák (29/5) –
trenér Jozef Jankech

### TJ Zbrojovka Brno
Viliam Padúch (7/0/1),
Ľubomír Páleník (20/0/4),
Rudolf Pelikán (5/0/0),
František Poulík (1/0/0) –
Vladimír Baláž (4/0),
Ľubomír Gaštan (8/0),
Jan Klimeš (29/1),
Zdeněk Konečný (23/1),
Jan Kopenec (26/5),
Vítězslav Kotásek (29/8),
Karel Kroupa (28/6),
Miloslav Kukla (17/1),
Ivan Lauko (14/0),
Karel Lichtnégl (3/0),
Ľudovít Mikloš (30/12),
Miloš Minařík (1/0),
Ján Popluhár (27/2),
Josef Pospíšil (27/0),
Milan Sokol (15/0),
Bedřich Soukal (16/1),
Jiří Sýkora (9/1),
Rostislav Václavíček (19/2),
Miroslav Vítů (20/0) –
trenéři Zdeněk Hajský (1.–15. kolo) a Alfréd Sezemský (16.–30. kolo)

### TJ Inter Slovnaft Bratislava
Milan Máčal (12/0/2),
Lóránt Majthényi (21/0/8) –
Jozef Bajza (15/1),
Alexander Bínovský (13/0),
Ivan Daňo (5/0),
Ottmar Deutsch (29/0),
Tibor Fischer (2/1),
Milan Hrica (28/0),
Ladislav Jurkemik (14/1),
Vladimír Kondrlík (5/0),
František Koronczi (9/2),
Mikuláš Krnáč (24/9),
Jozef Levický (28/6),
Peter Luprich (30/1),
Anton Obložinský (20/3),
Slavomír Ondrejička (4/0),
Ladislav Petráš (26/3),
Jozef Petrovič (24/4),
Juraj Szikora (30/3),
Jozef Šajánek (5/1),
Peter Šolin (5/0),
Rudolf Takáč (18/2) –
trenéři Jozef Marko (1.–6. kolo), František Skyva (7.–15. kolo) a Valerián Švec (16.–30. kolo)

### TJ Jednota Trenčín
Jaroslav Macháč (3/0/0),
Vojtech Oravec (28/0/8) –
Milan Albrecht (30/3),
Dušan Bartovič (26/3),
Stanislav Benca (28/2),
Jozef Berec (24/1),
Miroslav Brezovský (25/0),
Jozef Čechvala (1/0),
Tibor Jančula (24/9),
Emanuel Mihálek (25/4),
Vladimír Mojžiš (30/0),
Peter Mrva (25/1),
Alexander Nagy (10/2),
Milan Navrátil (27/6),
Vincent Nemček (25/0),
Jozef Petrík (1/0),
Anton Pokorný (27/0),
Juraj Řádek (19/1),
Ferdinand Schwarz (7/0),
František Urvay (4/0) –
trenér Miroslav Čemez